# Jean Speck
Jean (Johannes) Speck (* 8. März 1860 in Hattingen; † 19. Oktober 1933 in Zürich) war ein deutsch-schweizerischer Kino-Unternehmer und Filmverleiher.

## Leben und Werk
Speck wanderte in den 1880er Jahren nach Zürich aus. Dort war er einige Jahre als Schuhmacher tätig, um anschliessend als Gastwirt im «Weissen Kreuz» und im «Schwänli» zu arbeiten.
Zudem betrieb er am Predigerplatz 54 auch das «Café Afrikaner». Dort traten verschiedene «exotische Kuriositäten» auf. Später eröffnete er in Zürich ein Panoptikum, wo neben allerlei «exotischen Abnormitäten» auch dreiminütige Filme gezeigt wurden.
Nachdem Speck sein Panoptikum 1906 verkauft hatte, eröffnete er 1907 als Inhaber der 1. stadtzürcherischen Kinolizenz an der Waisenhausgasse in Zürich das «Kinematographen-Theater». Dort wurden Filme von 15 Minuten gezeigt. Damit hatte er so grossen Erfolg, dass er 1908 in Rorschach «Specks Eden-Theater» eröffnete.
1913 gründete Speck einen eigenen Filmverleih, die «Projektions Helvetia A. G.», und schuf so in den folgenden drei Jahrzehnten das erste Kinoimperium der Schweiz. In Brugg eröffnete Speck 1921 das erste Kino «Odeon».
Die Leidenschaft für Filme vererbte sich an seinen Neffen Eugen Sterk. Dieser trat 1912 ebenfalls dem «Speckschen» Unternehmen bei.
Speck war als Lebemann drei Mal verheiratet, und nachdem er sein Vermögen verprasst hatte, wurde er als 70-Jähriger mittellos. Das Fürsorgeamt von Zürich bezeichnete ihn als «gerissenen Fuchs» und verweigerte eine Unterstützung.